# Karlspitzen
Il Karlspitzen  è una montagna a due cime dei Monti del Kaiser in Tirolo. La doppia cima è costituita dal Karlspitzen Hinteren (settentrionale), alto 2 281 m sul livello del mare, e dal Karlspitzen Vorderen (meridionale), alto 2 260 m e con una croce di vetta. Le due cime sono collegate da una cresta rocciosa affilata ed esposta. Vista da sud, il Karlspitzen Vorderen (anteriore) è una roccia imponente e impressionante, mentre il Karlspitzen Hinteren (posteriore) è nascosto dietro altre montagne vicine (più basse).

## Geografia
Il Karlspitzen si erge direttamente a ovest dell'Ellmauer Halt e dello Steinerne Rinne, trovandosi quindi nella parte centrale, per così dire, nel cuore del Wilder Kaiser. Di fronte a est si ergono il Goinger Halt inferiore e il Predigtstuhl. Direttamente a nord del Karlspitzen si trovano il Fleischbank e il Totenkirchl , mentre più a ovest, separate dal Kopftörl e dalla cresta del Kopftörl, si erge l' Ellmauer Halt superiore. Grazie alla sua posizione, il Karlspitzen offre magnifiche viste sia sul Wilder Kaiser che sulle catene montuose vicine.

## Alpinismo
Il Karlspitzen è tra le vette meno frequentate e più difficili da raggiungere dei monti del Kaiser. Non esiste un percorso segnalato o assicurato per raggiungere la doppia vetta; sono invece richiesti esperienza alpinistica, senso dell'orientamento, una solida capacità di arrampicata e assenza di vertigini.
La via normale inizia alla Ellmau Tor, inizialmente seguendo sentieri che risalgono un ripido ghiaione. Dall'inizio delle rocce, è segnalata con numerose macchie di vernice rossa o blu (aggiornato ad agosto 2015). Inoltre, i sentieri sono generalmente ben riconoscibili. Dopo un lungo canalone roccioso e l'attraversamento di un ampio e ripido ghiaione, si attraversa una parete rocciosa scoscesa, in gran parte ripida e spesso esposta, con un'arrampicata facile fino al livello di difficoltà II della scala UIAA (i passaggi più difficili sono facilitati da staffe di ferro). In poco più di un'ora, il sentiero conduce alla cresta del Karlspitzen.
Da lì, il percorso si dirama verso la Cima Karlspitze Hinteren (Posteriore) (15 minuti) e la Cima Karlspitze Vorderen (anteriore) (30 minuti). La cresta stessa è in alcuni punti molto stretta e presenta numerosi tratti di arrampicata di I livello di difficoltà, con alcuni brevi tratti di II livello di difficoltà (Cima Karlspitze anteriore). Gli itinerari deviano occasionalmente verso il versante occidentale.
Sulla Vorderen Karlspitze si trovano diverse vie di arrampicata molto note, ad esempio sulla cresta ovest/sudovest (III grado di difficoltà). Dalla Hintere Karlspitze è possibile la discesa alla Fleischbankscharte. 